# John Glascock
John Glascock (2. května 1951 Islington Londýn – 17. listopadu 1979) byl britský baskytarista rockové skupiny Jethro Tull od roku 1975 do roku 1979.
Zemřel v roce 1979 ve věku 28 let, při operaci vrozené srdeční vady.
Glascock před svým příchodem k Jethro Tull hrál s Carmen, britsko-americkou skupinou, která hrála směs progressive rock-flamenco. V této skupině hrál od roku 1973 až do jejího rozpadu v roce 1975.
Před Carmen hrál John Glascock se skupinami The Juniors (1962–1964), The Gods (1965–1969), Head Machine (1970), Toe Fat (1969–1970) a Chicken Shack (1970–1972).

## S Jethro Tull hrál na albech
- Too Old to Rock 'n' Roll: Too Young to Die!
- Songs from the Wood
- Heavy Horses
- Bursting Out
- Stormwatch